# Amphithyrus muratus
Amphithyrus muratus is een vlokreeftensoort uit de familie van de Platyscelidae. De wetenschappelijke naam van de soort is voor het eerst geldig gepubliceerd in 1982 door Volkov.